# Austempering

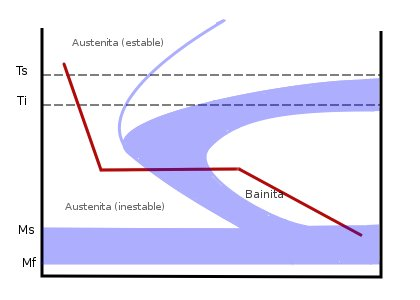
Diagrama de transformació isotèrmica.

L' austempering  és un tractament tèrmic que s'aplica a l'acer. Amb aquest tractament isotèrmic es pretén obtenir peces amb una estructura bainita, que siguin dures però no extremadament fràgils. Sol aplicar-se a acers amb un contingut en carboni alt.
S'utilitza per a peces com engranatges, eixos, i, en general, parts sotmeses a fort desgast que també han de suportar càrregues. Pot substituir el processos com el tremp per inducció i el tremp convencional.

## Propietats
- Amb aquest mètode es poden obtenir peces amb duresa fins a 55 HRC.
- Comparant amb altres tractaments, el Austempering redueix les tensions internes i la probabilitat de xoc tèrmic.
- Bona ductilitat, considerant la duresa.

## Procés
- Escalfament per sobre de la temperatura crítica.
- Refredament brusc en un bany de sals o plom fos fins a una temperatura compresa entre la temperatura martensítica i 450 º. Ha de ser prou ràpid per evitar la formació de perlita
- Manteniment d'aquesta temperatura fins que tota l'austenita s'ha transformat en bainita.
- Refredament a l'aire.